# 小杉御殿団地
小杉御殿団地（こすぎごてんだんち）は、かつて神奈川県川崎市中原区に立地していた日本住宅公団の造成した公団住宅である。

## 概要
公団住宅の建て替え第1号となった団地である。
1957年（昭和32年）、神奈川県下で7番目の公団住宅として竣工。1986年（昭和61年）、住宅・都市整備公団は当団地を全国で初の建て替え事業の対象となる団地に指定、大阪府の臨港第二団地とともに着手した。当団地から、昭和30年代に造成された公団住宅の建て替えが全国へと広がっていくこととなった。
また、建替後住宅への優先入居、建替後家賃の減額などといった現在へと続く建て替え対象団地の居住者への優先措置も、この団地および臨港第二団地からすでに始まっていた。

## 基本データ（建て替え前）
- 竣工 - 1957年（昭和32年）
- 構成 - 12棟から構成、全280戸
- 所在 - 神奈川県川崎市中原区小杉御殿町2

## 住棟構成
- 中層フラット棟 - 12棟（北・南廊下型、片廊下型）

## 交通
- 武蔵小杉駅（東日本旅客鉄道・東京急行電鉄）より徒歩約7分。